# Angitia crepuscula
Angitia crepuscula är en fjärilsart som beskrevs av William Schaus 1921. Angitia crepuscula ingår i släktet Angitia och familjen nattflyn. Inga underarter finns listade i Catalogue of Life.